# Ruta ICR05 (Lima)
La ruta ICR05 o "la C" es una ruta de transporte público del área metropolitana de Lima, que conecta los distritos del Callao y Carabayllo. El trayecto de esta ruta consta de 101 y 97 paradas dependiendo de la dirección y dura aproximadamente 2 horas.

## Características
Esta ruta de transporte público es operada por la Empresa de Transportes y Servicios Nueva América S.A. (Transnasa), que gestiona también las rutas 1702 y 1618 transitando por gran parte de la urbe limeño-chalaca.
Antes de ser operada por Transnasa, la ruta era administrada por la Empresa de Transportes San Felipe (Etissfesa) y autorizada por la Municipalidad de Lima.

### Autorización
La ruta ICR05 se encuentra autorizada por la Municipalidad Provincial del Callao (MML) y la Autoridad de Transporte Urbano (ATU).

## Trayecto
Los autobuses de la ruta ICR05 comienzan a operar a las 5:00 a.m. y terminan a las 10:00 p.m., recorriendo los distritos del Callao, Bellavista, La Perla en la provincia del Callao y por los distritos de San Miguel, San Martín de Porres, Los Olivos, Comas y Carabayllo en la provincia de Lima; pasando por lugares importantes como el centro comercial Minka, el óvalo La Perla, el parque Las Naciones, el aeropuerto Jorge Chávez, el óvalo Naranjal, la municipalidad de Carabayllo y el Club Metropolitano Manco Cápac.
También se conecta con el Metropolitano a través de la estación Naranjal, con la línea 2 y la línea 4 en las estaciones Juan Pablo II, Carmen de La Legua, Morales Duárez, Quilca, El Olivar, Aeropuerto, Bocanegra y Canta Callao.

### Terminales
Su terminal de vuelta se encuentra en el centro comercial Minka, en el Callao y su terminal de vuelta se encuentra en la zona de Torreblanca, en Carabayllo.

### Recorrido
| Dirección              | Avenidas y calles |
| ---------------------- | --- |
| Ida Hacia Carabayllo   | C. S/N (Minka) - Av. del Faro - Av. Principal - Av. Argentina - Av. Santa Rosa - Av. Juan Pablo II - Av. Guardia Chalaca - Av. La Marina - Av. Elmer Faucett - Av. Canta Callao - Av. Naranjal - Av. Túpac Amaru. |
| Vuelta Hacia el Callao | Av. Túpac Amaru - Av. Naranjal - Av. Canta Callao - Av. Elmer Faucett - Av. La Marina - Av. Guardia Chalaca - Av. Juan Pablo II - Av. Santa Rosa - C. Enrique Meiggs - C. S/N (Minka).                            |